# The Bang Bang Club
The Bang Bang Club é um filme de 2010 baseado no livro biográfico "The Bang-Bang Club: Snapshots from a Hidden War".

## Elenco
- Taylor Kitsch como Kevin Carter
- Malin Åkerman como Robin Comley
- Ryan Phillippe como Greg Marinovich
- Frank Rautenbach como Ken Oosterbroek
- Neels Van Jaarsveld como João Silva
- Patrick Lyster como James Nachtwey
- Russel Savadier como Ronald Graham